# Mausoleo di Augusto
Il mausoleo di Augusto, anche noto come Augusteo, è un monumento funerario situato in piazza Augusto Imperatore, nel rione Campo Marzio, a Roma. Risalente al I secolo a.C., il mausoleo occupava una parte dell'area settentrionale dell'originario Campo Marzio romano e vi erano tumulati, oltre ad Augusto stesso, diversi membri della dinastia giulio-claudia. L'ultimo imperatore ad esservi seppellito fu Nerva.

## Storia
Il mausoleo venne iniziato da Augusto nel 28 a.C. al suo ritorno da Alessandria d'Egitto (durante il suo sesto consolato), dopo aver conquistato l'Egitto tolemaico e aver sconfitto Marco Antonio nella battaglia di Azio del 31 a.C.. Fu proprio durante la visita ad Alessandria che ebbe modo di vedere la tomba in stile ellenistico di Alessandro Magno, probabilmente a pianta circolare, da cui trasse ispirazione per la costruzione del proprio mausoleo. I riferimenti all'ellenismo, oltre alle scelte politiche di Ottaviano, trovano conferma nella decisione di erigere una sepoltura dinastica simile sia a quella di Alessandro Magno che al mausoleo di Alicarnasso, costruito attorno al 350 a.C. in onore del re Mausolo e annoverato tra le sette meraviglie del mondo antico.
Nella sua Geografia, il geografo greco antico Strabone fornì una preziosa descrizione dell'edificio:
(Strabone, Geografia, V, 3,8.)

## Personaggi sepolti
Il primo ad essere seppellito nel mausoleo di famiglia fu il giovane Marco Claudio Marcello, il nipote prediletto ed erede designato di Augusto, morto improvvisamente nel 23 a.C..
Il nipote fu seguito dalla madre di Augusto, Azia maggiore. 
Vi furono tumulati poi il genero di Augusto, Marco Vipsanio Agrippa, il figlio adottivo Druso maggiore e i nipoti Lucio e Gaio Cesare. 
Lo stesso Augusto vi fu sepolto in pompa magna nel 14, occupando il centro del Mausoleo.
In seguito furono deposte le ceneri dei suoi successori, gli imperatori e i parenti della dinastia giulio-claudia: i nipoti Druso minore e Germanico, la moglie Livia Drusilla e il figlio adottivo e successivo imperatore Tiberio. 
Caligola vi posò le ceneri della madre Agrippina e dei fratelli Nerone Cesare e Druso Cesare; in seguito vi furono portati i resti dell'altra sorella, Giulia Livilla, di Drusilla e, forse, le ceneri di Caligola stesso e di Claudio. Nerone vi fece seppellire il corpo amato della moglie Poppea Sabina, ma lui stesso, come in precedenza la figlia di Augusto, Giulia maggiore, venne escluso dalla tomba dinastica e messo nel mausoleo della famiglia paterna, i Domizi Enobarbi. 
Dopo il periodo turbolento seguito alla morte di Nerone, l'ultimo tumulato nel mausoleo fu l'anziano imperatore Nerva nel 98 d.C.
Non è chiaro dove sia stato sepolto Vespasiano.  Il successore di Nerva, Traiano, venne cremato e le sue ceneri vennero poste in un'urna d'oro all'interno della Colonna Traiana, mentre Adriano costruì un nuovo enorme mausoleo, ciò che oggi è Castel Sant'Angelo, dove verranno poste le ceneri degli imperatori del II secolo, fino alla dinastia dei Severi.

## Funerali di Augusto
Svetonio racconta che il corpo di Augusto venne trasportato da Nola (dove era morto) a Bovillae, luogo di origine della gens Iulia e poi a Roma. Ebbe due orazioni funebri: una di Tiberio davanti al tempio del Divo Giulio, l'altra di Druso minore, il figlio di Tiberio, dall'alto dei rostri antichi. Subito dopo i senatori lo portarono a spalla fino al Campo Marzio dove venne cremato. Un vecchio pretoriano giurò di aver visto salire al cielo un'aquila con il fantasma di Augusto, subito dopo la sua cremazione. I personaggi più influenti dell'ordine equestre, in tunica, senza cintura, a piedi nudi, deposero i suoi resti nel mausoleo a lui dedicato, fatto costruire tra la via Flaminia e la riva del Tevere durante il suo sesto consolato, avendo poi aperto al pubblico i boschetti e le passeggiate da cui era circondato.

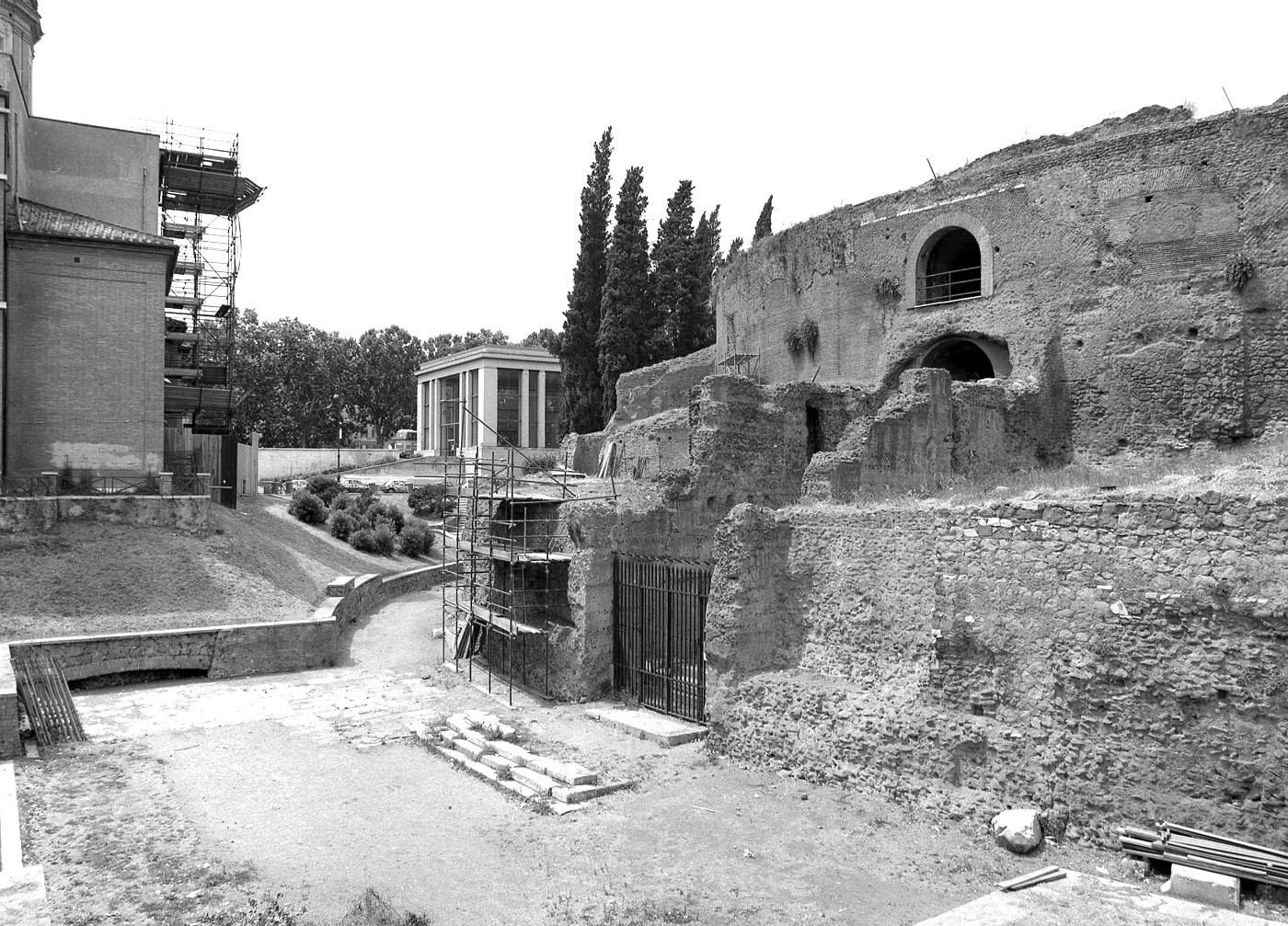
Piazza Augusto Imperatore con ingresso al Mausoleo di Augusto e sullo sfondo la vecchia teca Ara Pacis (1993)

## Saccheggi e demolizioni
Il monumento, probabilmente già in stato di abbandono, fu saccheggiato durante il sacco di Roma da parte di Alarico nel 410. Le urne e le decorazioni preziose furono rubate, le tavole di bronzo delle Res Gestae furono strappate e fuse, e le ceneri furono disperse. Parte dei marmi del mausoleo fu probabilmente ridotta in calce nei forni del vicino porto fluviale di Ripetta. L'urna con le ceneri di Agrippina è uno dei pochi reperti sopravvissuti, grazie al fatto che durante il Medioevo fu bucata e utilizzata come misura per il grano; è conservata al Museo del Campidoglio. 
Durante il Medioevo il luogo era soggetto alle inondazioni del Tevere, in data imprecisata gli obelischi egiziani posti all'ingresso crollarono a terra in pezzi e il monumento divenne una cava di pietre e marmi; con gli anni fu lentamente e sistematicamente spogliato dei rivestimenti marmorei e di pregio, lasciando solo le basi e le fondamenta. 
Perduta la memoria del mausoleo, a Roma si riteneva fosse il sepolcro di Augusto un sarcofago romano di marmo del terzo secolo d.C., con raffigurato il ratto di Proserpina. Il sarcofago fu portato dall'imperatore Federico Barbarossa in Germania, per seppellirvi degnamente nel 1167 Carlo Magno, quale fondatore del nuovo impero germanico. Il sarcofago è tuttora conservato nel tesoro della cattedrale di Aquisgrana.

## Da castello ad anfiteatro
Nel corso del XII secolo la famiglia Colonna trasformò le strutture rimaste in roccaforte; era pratica comune a Roma riutilizzare le robuste fondamenta dei monumenti antichi per costruire bastioni privati signorili. I Caetani fecero lo stesso con il Sepolcro di Cecilia Metella, gli Orsini con il Teatro di Pompeo, gli Orsi sul Campidoglio.
All'inizio del XVI secolo, il monumento passò nelle mani degli Orsini, in particolare a partire dal 1512 con Franciotto Orsini. Nel corso del secolo, il quartiere si ripopolò e i terreni adiacenti aumentarono di valore: la speculazione sulle case costruite contro il mausoleo fece aumentare considerevolmente il prezzo dei materiali e delle statue che venivano prelevate per essere vendute. Nel 1519 furono effettuati scavi ai piedi del mausoleo: ciò permise di scoprire uno dei due obelischi che avevano decorato l'ingresso nell'Antichità. Nel 1587 Sisto V fece trasportare l'obelisco al fianco della chiesa di Santa Maria Maggiore. Diventò proprietà dei Soderini, che lo trasformarono in un giardino di piacere lontano dal cuore della città. 
Il complesso da giardino e vigna divenne nel XVIII secolo anfiteatro e sala concerti con la realizzazione dell'anfiteatro Correa.
Nella seconda metà dell'800 fino al 1936, il Mausoleo di Augusto era noto ai romani come Teatro Augusto. Esso fu usato come sala da concerto e sede principale della Orchestra di Santa Cecilia, tanto che furono lì eseguite centinaia e centinaia di opere, con la partecipazione dei principali musicisti dell'epoca contemporanea.
Nel Mausoleo si sono esibiti nel tempo grandissimi direttori d'orchestra, Arturo Toscanini, Gustav Mahler, Igor' Fëdorovič Stravinskij e Pietro Mascagni.

## Primi restauri
Durante il ventennio fascista, in particolare tra il 1936 e il 1940, le costruzioni che erano sorte attorno e a ridosso del mausoleo furono demolite e si portarono avanti i lavori di scoprimento dell'edificio romano, realizzati dall'Impresa Tudini & Talenti. La sistemazione urbanistica dell'area circostante il mausoleo, culminata nella realizzazione di piazza Augusto Imperatore nel 1938, fu progettata dall'architetto Vittorio Ballio Morpurgo in ordine con il piano regolatore del 1931.

## Nuovi restauri
I restauri del complesso iniziarono nel 2008, concentrandosi maggiormente nella parte interna attraverso uno scavo stratigrafico che permettesse di delimitare la struttura originaria e portare quindi al recupero di quest'ultima. La prima fase del progetto vide la realizzazione di strutture temporanee per la sistemazione dei materiali archeologici, giacenti all'esterno della cella sepolcrale, e una serie di scavi che permise di elaborare, attraverso l'esame degli elementi rinvenuti, la ricostruzione dell'aspetto della struttura. Gli altri interventi furono mirati a consolidare le parti meno salde della struttura e alla messa in sicurezza dell'intera area.
Nel marzo 2014 è stato approvato dal consiglio comunale un intervento di restauro della piazza circostante con un intervento da 12 milioni di euro, volto a rinnovare la pavimentazione della piazza e ad installare nuove decorazioni e alberature oltre che una cavea per spettacoli.
Agli inizi del 2017 invece, la Fondazione TIM ha avviato un progetto per il restauro del monumento, realizzando un sito apposito per seguirne i progressi. Gli interventi si sono conclusi nel corso del 2020; come annunciato a dicembre 2020 dalla sindaca di Roma Virginia Raggi, il monumento è stato riaperto al pubblico il 1º marzo 2021, con visite esclusivamente su prenotazione e gratuite fino al successivo 21 aprile (Natale di Roma).

## Struttura

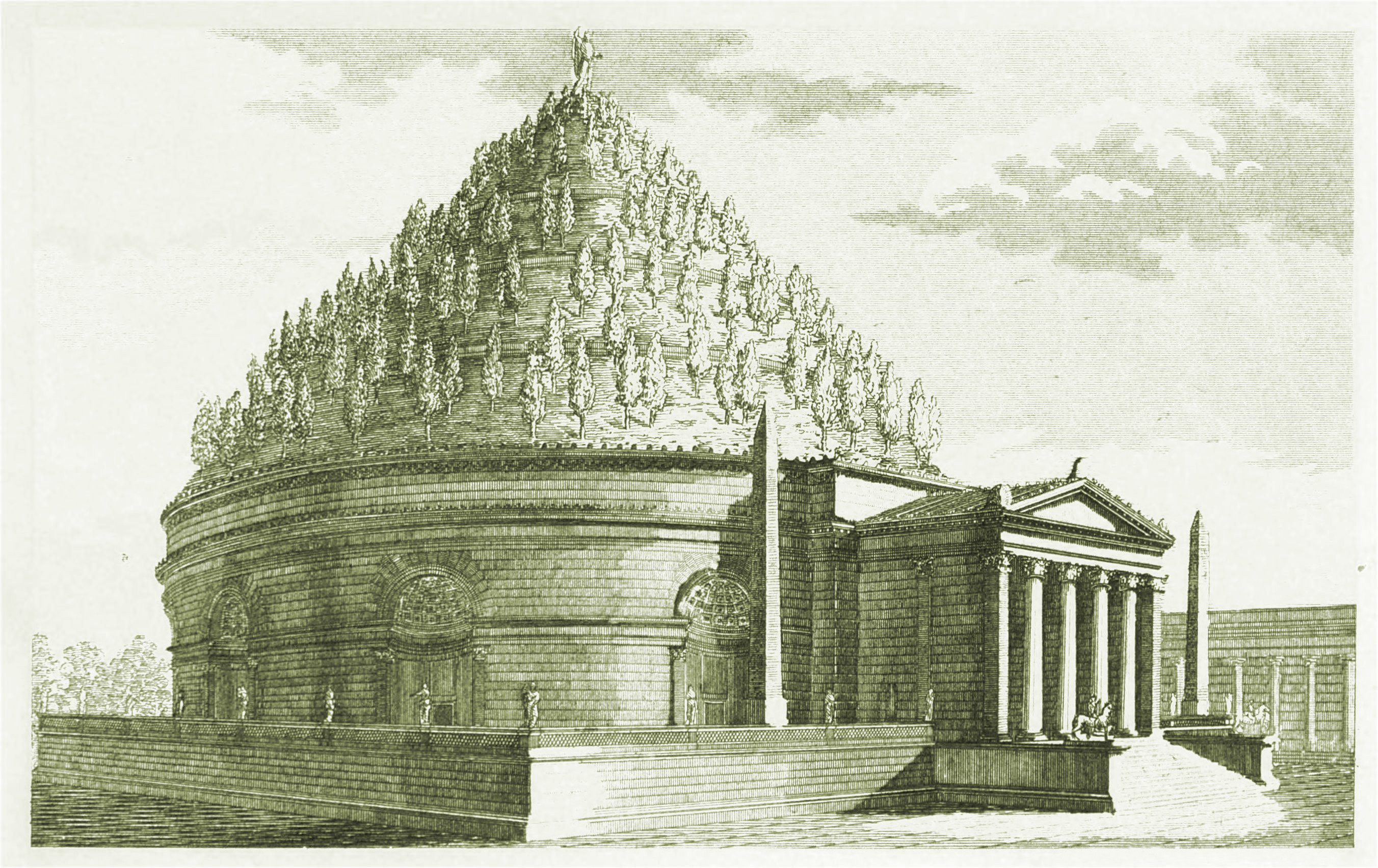
Simulazione grafica dell'architettura originaria dell'Augusteo di Luigi Canina

Il monumento, devastato da secoli di saccheggi e asportazione di materiali e definitivamente liberato dagli scavi solo nel 1936, con il suo diametro di 300 piedi romani (circa m 87), è il più grande sepolcro circolare che si conosca. La complessa struttura a piani sovrapposti è determinata da un basamento in travertino alto 12 metri e forse terminato in alto da un fregio dorico a metope e triglifi, sul quale poggia l'edificio circolare composto da sette anelli concentrici, collegati tra loro da muri radiali. Altre due linee di muri formavano una seconda serie di concamerazioni. Vi era infine il primo ambiente praticabile, al termine del lungo corridoio d'ingresso: un settore ad arco di cerchio, fronteggiato in origine da un muro di grande altezza e spessore rivestito di travertino, nel quale si aprivano due ingressi. Questo muro, conservato in piccola parte, costituisce certamente la sostruzione di un tamburo che doveva emergere dal tumulo, creando un secondo ripiano: siamo quindi di fronte ad una struttura complessa, a piani sovrapposti. Al di là del muro un corridoio anulare praticabile reggeva la cella anch'essa circolare, munita di un ingresso assiale e di tre nicchie simmetriche, in corrispondenza degli assi. Al centro un grande pilastro conteneva una stanzetta quadrata, che dovrebbe corrispondere alla tomba di Augusto, in significativa corrispondenza con la statua bronzea dell'imperatore che sorgeva alla sommità del pilastro.
Davanti all'ingresso furono posti i due pilastri con affisse le tavole bronzee sulle quali era incisa l'autobiografia ufficiale dell'imperatore (Res gestae divi Augusti) la cui copia, incisa sul tempio di Augusto e di Roma ad Ankara e in edifici di altre province, è giunta fino a noi.
Per figurarci il sepolcro com'era originariamente, immaginiamo una grande recinzione muraria intorno alla base, e, al di sopra, due o più tronchi di cilindro sovrapposti, contornati da colonne. Il tutto rivestito di marmo e culminante in una statua di Augusto
Il mausoleo doveva trovarsi all'interno di grandi giardini voluti da Augusto e aperti a tutti.
I due obelischi in granito, portati dall'Egitto per ornare l'ingresso del mausoleo, sono stati successivamente riutilizzati e si trovano tuttora nella piazza del Quirinale e in quella dell'Esquilino. Quello di piazza del Quirinale proviene dalla demolizione, tra il 1772 e il 1776, del cinquecentesco Ospedale di San Rocco, a Ripetta. La tomba era ispirata a modelli orientali ed etruschi, che sulla sommità erano ricoperti di terra con piante sempreverdi. Alberi di cipresso sono stati piantati alla sommità nei recenti tentativi di restauro, ma il rudere rimane essenzialmente irriconoscibile, essendo stato assoggettato, nella sua lunga storia, a trasformazioni, forse più di qualunque altro monumento romano. Infatti è stato trasformato in fortezza, usato come cava di materiali, come vigneto, come arena per la corrida dei tori, come teatro e nell'Ottocento anche come ospizio per vecchie signore indigenti.

## Interno
Quello che si vede attualmente all'interno del Mausoleo, le strutture di mattoni e le lapidi marmoree con i nomi dei Giulio-Claudii è gran parte frutto della ricostruzione degli anni trenta.
Dei sepolcri dei giulio-claudi, è rimasto conservato solo quello di Agrippina Maggiore la madre di Caligola, grazie al fatto che nel medioevo la pietra era utilizzata come misura per pesare i cereali. La lapide riporta la scritta: "OSSA AGRIPPINA F M AGRIPPA DIVI AVG NEPTIS VXORIS GERMANICI CAESARIS MATRIS C CAESARIS AVG GERMANICI PRINCIPIS", ossia: "Ossa di Agrippina; figlia di Marco Agrippa, nipote del Divo Augusto, moglie di Germanico Cesare, madre del Principe Gaio Cesare Augusto Germanico"; il sepolcro di Agrippina è esposto nel Tabularium.